# Islas Salomón en los Juegos Olímpicos de Sídney 2000
Las Islas Salomón estuvieron representadas en los Juegos Olímpicos de Sídney 2000 por dos deportistas, un hombre y una mujer, que compitieron en atletismo.
El portador de la bandera en la ceremonia de apertura fue el atleta Primo Higa. El equipo olímpico salomonense no obtuvo ninguna medalla en estos Juegos.